# Papyrus 65
Papyrus 65 (nummering volgens Gregory-Aland), of {\displaystyle {\mathfrak {P}}}65, is een afschrift van het Griekse Nieuwe Testament Het is een manuscript op papyrus dat de tekst bevat van I Tessalonicenzen 1:3-2:1 en 2:6-13. Op grond van schrifttype is het handschrift gedateerd in de derde eeuw.

## Tekst
De Griekse tekst vertegenwoordigt de Alexandrijnse tekst. Aland beschrijft de tekst als normaal en plaatst het in categorie 1 van zijn Categorieën van manuscripten van het Nieuwe Testament.

## Geschiedenis
Het manuscript is gevonden in Egypte. Volgens Comfort zijn Papyrus 49 en Papyrus 65 van hetzelfde manuscript afkomstig. Papyrus 65 wordt bewaard op het papyrologisch Instituut van Florence in het Nationale Archeologische Museum (Florence) (PSI 1373).